# سلوى (الكويت)
سلوى، منطقة سكنية تتبع محافظة حولي في الكويت. وتتكون المنطقة من 12 قطعة وموقعها شرق دولة الكويت تحدها من الشمال منطقة الرميثية السكنية وشارع المسجد الاقصى ومن الشرق شارع التعاون على الخليج العربي ومنطقة البدع ومن الجنوب منطقة المسيلة وشارع الفحيحيل السريع ومن الغرب منطقة بيان السكنية ومشرف وكان فيها أول حديقة حيوان في الكويت وسُمّيت بحديقة سلوى وكانت تحتوي على الأشجار والنباتات والطيور والحيوانات. أسسها الشيخ عبد الله الجابر الصباح سنة 1954. أغلقت الحديقة بعد مرور عشر سنوات على إنشائها بسبب المد السكاني الذي زحف إلى المنطقة وانتقلت الحديقة إلى منطقة العميرية في سنة 1968. سميت بسلوى لأنها كانت منطقة تنزه وتسلية للنفس. وهي منطقة مطلة على الخليج العربي.
شوارع منطقة سلوى السكنية
- شارع عبد الرحمن الغافقي
- شارع المتنبي
- شارع سالم غانم الحريص شارع سلوى سابقا
- شارع المعتز
- شارع محمد وسمي الوسمي
- شارع علي ثنيان الاذينة
- شارع محمد المدعج شارع رقم 1 سابقا
- شارع قالب:زيد البسيس

الأماكن والمباني بالمنطقة
- صالة الشيخ سالم العلي للأفراح للرجال
- صالة الشيخة بدرية الاحمد للأفراح للرجال
- حسينية مسلم بن عقيل
- حسينية سيد محمد
- حسينية الحسين بن علي
- مدرسة سعد الأوسي المتوسطة بنين
- مدرسة فيلكا الابتدائية بنات
- مدرسة المغيرة بن نوفل المتوسطة بنين
- ثانوية خالدة بنت الأسود بنات
- ثانوية سلوى بنات
- المدرسة الأمريكية
- مدرسة الكويت الإنجليزية
- حضانة شمس الكويت الإنجليزية
- مركز سلطان سوق مركزي
- جمعية سلوى التعاونية ولها عدة أفرع

فرع جمعية سلوى التعاونيه ق4 باسم علي زيد البسيس
مباني المنطقة 
- مكتبة سلوى عامة ق 5
- حديقة سلوى عامة ق 12
- فرع التموين التابع لوزارة التجارة ق 5
- فرع بنك الكويت التجاري ق 5
- فرع بنك الكويت الوطني ق 7
- فرع بنك الأهلي المتحد ق 5
- فرع بيت التمويل الكويتي ق 5
- مركز سلوى الصحي مستوصف ق 5
- مخفر شرطة سلوى ق 5
- مركز سلوى الصحي التخصصي ق 11
- مقهى استاربكس
- مطعم برغر كنج
- مطعم دجاج كنتاكي
- مطعم هارديز
- مطعم مشويات الشامي
- مطعم جمعية سلوى المأكولات الخفيفة
- مطعم بابا جونز
- مطعم الصاج الكويتي فطاير
- مطعم الفهود
- مطعم الغدير
- مطعم الرضا
- مطعم فطاير الجواد
- مطعم الديك
- مطعم خالد الضويحي
- مطعم باستامنيا

المساجد
- م راشد الخياط
- م مسلم العميرة
- م ناصر المصيليت
- م عبد الله بن جبير
- م محمد كميخ العازمي
- م محمد و عامر الحشان
- م أُبي بن كعب
- م مرزوق الحماد
- م عبد الصمد معرفي
- م زيد سعود البسيس
- م محمد الجاسم
- م فلاح الجويسري
- م مروي هديه
- م فاطمة الجميعان
- م فاطمة الطلاع
- م مساعد المجرن